# Hrvatska nogometna reprezentacija
Hrvatska nogometna reprezentacija predstavlja Hrvatsku u nogometu. Svjetska nogometna federacija (FIFA) službeno ju je priznala 17. srpnja 1941. godine. Reprezentacija istog imena u prošlosti je predstavljala Banovinu Hrvatsku i Nezavisnu Državu Hrvatsku u devetnaest prijateljskih utakmica odigranih između 1940. i 1944. godine. Nakon Drugoga svjetskog rata igrači iz Hrvatske nastupali su u jugoslavenskoj nogometnoj reprezentaciji sve do 1990. i raspada SFRJ. U tomu je razdoblju reprezentacija Hrvatske, iako je Hrvatska bila sastavnica Jugoslavije, odigrala jednu međunarodnu prijateljsku utakmicu protiv Indonezije u Zagrebu 1956. Nakon razdruženja s Jugoslavijom Hrvatskoj je potvrđeno članstvo u FIFA-i 3. srpnja 1992. godine. U punopravno članstvo u Europskoj nogometnoj organizaciji (UEFA-i) primljena je 17. lipnja 1993. godine tako da je UEFA Euro '96 prvo međunarodno natjecanje na kojemu je reprezentacija stekla pravo sudjelovanja u kvalifikacijama, a potom i u završnici natjecanja u Engleskoj. Svoj prvi službeni nastup na svjetskim prvenstvima Hrvatska je ostvarila 1998. godine u Francuskoj kada je završila na trećem mjestu, a hrvatski reprezentativac Davor Šuker postao najboljim strijelcem prvenstva. Otkad su joj odobrena nastupanja na velikim nogometnim natjecanjima, Hrvatska je propustila samo jedno svjetsko (2010.) i jedno europsko prvenstvo (2000.).
Zbog rezultata 1994. i 1998. godine reprezentacija je od FIFA-e dobila dva priznanja Mover of the Year. Kada je FIFA u prosincu 1992. počela objavljivati tablicu najboljih reprezentacija, Hrvatska je zauzela 125. mjesto na svijetu. Nakon Svjetskoga nogometnog prvenstva 1998. godine u Francuskoj Hrvatska se našla na trećem mjestu, ostvarivši time najveći napredak u povijesti FIFA-ine ljestvice.
Hrvatska je od svoje neovisnosti po broju osvojenih odličja na svjetskim nogometnim prvenstvima odmah iza Francuske i Njemačke, to jest treća po uspješnosti među državama svijeta u tom razdoblju.

## Razdoblja
Prema službenim FIFA-inim povijesnim dokumentima, Hrvatska je svoju prvu neslužbenu utakmicu odigrala 23. lipnja 1907. godine. Za vrijeme različitih zajedničkih državnih zajednica, hrvatski su igrači igrali za reprezentacije Kraljevine SHS/Jugoslavije (1919. – 1941.) te Socijalističke Federativne Republike Jugoslavije (1945. – 1991.).
Godine 1940. Jozo Jakopić vodio je kao izbornik neslužbenu nogometnu reprezentaciju koja je predstavljala tadašnju Banovinu Hrvatsku u četiri prijateljske utakmice: dvije protiv Švicarske i dvije protiv Mađarske. Hrvatska je kao neovisna reprezentacija svoj službeni debi ostvarila 2. travnja 1940. godine u Zagrebu utakmicom protiv Švicarske koja je završila rezultatom 4:0 u korist Hrvatske. Nakon invazije Sila Osovine Hrvatski nogometni savez je postao aktivan pridruživši se FIFA-i 17. srpnja 1941. godine pod okriljem Nezavisne Države Hrvatske. Tadašnja reprezentacija čiji je izbornik bio Rudolf Hitrec odigrala je ukupno petnaest prijateljskih utakmica od kojih četrnaest kao službena članica FIFA-e. Prvi službeni rezultat kao FIFA-ine članice hrvatska reprezentacija odigrala je 1:1 protiv Slovačke. Utakmica je odigrana 8. rujna u Bratislavi.
Hrvatska reprezentacija je u razdoblju od 1940. do 1944., kada joj je bilo dopušteno međunarodno sudjelovanje, po svjetskoj nogometnoj Elo ljestvici bila 7. (1940.), 8. (1941.) te 10. (1942., 1943. i 1944.) reprezentacija svijeta.
Godine 1945. održano je prvo jugoslavensko nogometno prvenstvo nakon Drugoga svjetskog rata u kojemu sudjelovale su republičke reprezentacije, a Hrvatska je osvojila treće mjesto. U razdoblju od 1945. do 1956. godine je bila aktivna republička hrvatska nogometna reprezentacija u natjecanjima s ostalim republičkim reprezentacijama, a u jedinom međunarodnom susretu 1956. godine pobijedila je indonezijsku reprezentaciju. Hrvatski nogometaši su za vrijeme postojanja SFRJ nastupali za jugoslavensku reprezentaciju u svim natjecanjima sve do 1990. godine.
Posljednji jugoslavenski sastav za koji su igrali hrvatski igrači bio je onaj koji je odigrao utakmicu protiv Farskih Otoka 16. svibnja 1991. godine. Samo je još vratar Tomislav Ivković nastupio za Jugoslaviju u utakmici sa Švedskom 4. rujna 1991. Tijekom tog razdoblja obnovljena je hrvatska nogometna reprezentaicja koja je svoju prvu modernu međunarodnu nogometnu utakmicu odigrala protiv SAD-a, 17. listopada 1990. godine na stadionu u Maksimiru. Ta utakmica koju je Hrvatska dobila rezultatom 2:1 bila je jedna od tri utakmice koje je vodio prvi izbornik moderne hrvatske nogometne reprezentacije Dražan Jerković. Pod njegovim vodstvom Hrvatska je pobijedila u još dvije utakmice prije nego što su izbornici postali Stanko Poklepović i Vlatko Marković koji su vodili reprezentaciju. Utakmica protiv SAD-a također je poslužila za predstavljanje dresova hrvatske reprezentacije. Iako je Hrvatska još uvijek bila dijelom SFRJ do službenog proglašenja neovisnosti 8. listopada 1991. godine, ovaj sastav se već tada smatrao službenom nogometnom reprezentacijom nezavisne Hrvatske.
Sredinom 1992. godine HNS je obnovio članstvo u FIFA-i te je primljen u članstvo UEFA-e. FIFA nije priznala nastupe reprezentacije prije neovisnosti Hrvatske pa je na službenoj FIFA-inoj ljestvici zauzela tek 125. mjesto.
FIFA i UEFA kasnile su za drugim svjetskim športskim organizacijama i UN-om po pitanju prijama Hrvatske u svoje članstvo. Nepuštanjem hrvatskih klubova u europska klupska natjecanja zbog ratnih okolnosti pomagali su međunarodnu izolaciju Hrvatske i neinformiranost svijeta o tome da Hrvatska uopće postoji. MOO je 17. siječnja 1992. primio HOO u privremeno članstvo (puno 24. rujna 1993. godine). UN je to učinio 22. svibnja 1992., FIFA tek 3. srpnja 1992. godine, kada su već počele kvalifikacije, pa je na taj način Hrvatska bila onemogućena sudjelovati na izlučnim natjecanjima za svjetsko prvenstvo 1994. u SAD-u. S druge strane, unatoč pravnih stajališta mišljenja Badinterove komisije, neki su športski moćnici i dalje smatrali srbijansko-crnogorsku državnu zajednicu jedinom sljednicom bivše Jugoslavije, pa su i dalje rezultate i uspjehe bivše države pripisivali samo njima te time i sva prava koja su proizlazila iz toga, ignorirajući ravnopravnu sljednost svih osamostaljenih republika. Štoviše, Jugoslavija je trebala biti nositeljicom 5. skupine europskih izlučnih natjecanja, no zbog sankcija iz Rezolucije VS UN br. 757 nije sudjelovala.

### Vrijeme izbornika Blaževića

#### Europsko prvenstvo 1996.
Miroslav Blažević imenovan je izbornikom 1994. godine i vodio je reprezentaciju kroz kvalifikacije za Europsko prvenstvo 1996. godine koja je započela prvom natjecateljskom pobjedom u povijesti, 2:0 protiv Estonije, 4. rujna 1994. godine.
Prvi natjecateljski poraz Hrvatske dogodio se 11. lipnja 1995. godine u utakmici protiv Ukrajine (1:0) u istoj kvalifikacijskoj skupini. Hrvatska je kvalifikacije završila na prvom mjestu skupine te osvojila svoje prvo FIFA-ino priznanje 1994. godine (Best Mover of the Year).
Goran Vlaović postigao je prvi pogodak na velikom turniru za reprezentaciju u utakmici protiv Turske na Europskom prvenstvu održanom u Engleskoj 1996. godine. Nakon prve utakmice i pobjede, Hrvatska je u drugoj utakmici pobijedila branitelje naslova Dansku rezultatom 3:0 u utakmici koja će ostati upamćena po pogotku Davora Šukera lobom s 20 metara. Šuker će kasnije izjaviti da mu je upravo to bio omiljeni pogodak karijere. U posljednjoj utakmici u skupini Hrvatska je izgubila od Portugala rezultatom 0:3, ali se svejedno plasirala u četvrtfinalu gdje je izgubila od kasnijih prvaka Njemačke rezultatom 1:2.

#### Svjetska bronca u Francuskoj 1998.
Miroslav Blažević ostao je izbornik reprezentacije tijekom kvalifikacija za Svjetsko nogometno prvenstvo u Francuskoj 1998. godine. Kvalifikacije su ponovno završile, nakon što je Hrvatska u doigravanju, nakon drugogo mjesta u kvalifikacijskoj skupini, bila bolja od Ukrajine u dvije utakmice. U skupini Svjetskog prvenstva Hrvatska je pobijedila Jamajku i Japan (3:1 i 1:0), a izgubila je od Argentine (0:1) čime je osvojila drugo mjesto u skupini i u osmini finala susrela se s Rumunjskom. Tu je utakmicu Hrvatska dobila s 1:0 i našla se u četvrtfinalu, ponovno s Njemačkom koja se u to vrijeme nalazila na drugom mjestu FIFA-ine ljestvice najboljih nogometnih reprezentacija svijeta. Tu je utakmicu Hrvatska glatko dobila rezultatom 3:0 pogotcima Roberta Jarnija, Gorana Vlaovića i Davora Šukera, a sve nakon što je Christian Wörns zaradio crveni karton. U polufinalu Hrvatska se susrela s domaćinom prvenstva, Francuskom. Nakon prvog poluvremena u kojem nije bilo pogodaka, Hrvatska je povela pogotkom Davora Šukera, ali je već u sljedećem napadu branič Lilian Thuram izjednačio rezultat, nakon što je oteo loptu hrvatskom kapetanu Bobanu na 20 m od hrvatskih vratiju. Kasnije je isti igrač postigao još jedan pogodak nakon što je oteo loptu hrvatskom igraču 25 – 30 m od hrvatskih vratiju, pa je Hrvatska izgubila konačnim rezultatom 1:2, iako je Francuskoj isključen igrač, pa su zadnjih 20 minuta igrali s igračem manje. U utakmici za treće mjesto Hrvatska se susrela s reprezentacijom Nizozemske koju su pobijedili 2:1, a pogotkom u toj utakmici, ukupno šestom na tom natjecanju, Davor Šuker postao je najbolji strijelac prvenstva te osvajač nagrade Zlatna kopačka. Hrvatska je u siječnju 1999. godine izborila i treće mjesto na FIFA-inoj ljestvici što je i njezin najbolji plasman do danas. 1998. godine Hrvatska je po drugi put dobila priznanje od FIFA-e (Best Mover of the Year). Neki inozemni mediji sastav hrvatske nogometne reprezentacije iz 90-tih naziva Zlatnom generacijom.

##### Odlikovanja Predsjednika Republike Hrvatske
Doček osvajačima brončane medalje organiziran je na zagrebačkom Trgu Francuske Republike gdje ih je dočekalo stotinjak tisuća navijača. Predsjednik Republike Hrvatske Franjo Tuđman primio je i odlikovao reprezentativce, članove stožera i logistike reprezentacije: za izniman uspjeh hrvatske nogometne reprezentacije, za osvjedočenu srčanost, požrtvovnost i viteštvo u športskom nadmetanju, u osvajanju 3. mjesta na 16. Svjetskom nogometnom prvenstvu u Francuskoj 1998.:
- Red kneza Branimira s ogrlicom: Branko Mikša i Miroslav Blažević.
- Red hrvatskog trolista: Zvonimir Boban, Davor Šuker, Dražen Ladić, Aljoša Asanović, Robert Prosinečki, Slaven Bilić, Igor Štimac, Robert Jarni, Dario Šimić, Mario Stanić, Zvonimir Soldo, Goran Vlaović, Krunoslav Jurčić, Alen Bokšić, Duško Grabovac i Zorislav Srebrić.
- Red hrvatskog pletera: Silvio Marić, Igor Tudor, Goran Jurić, Petar Krpan, Ardian Kozniku, Marjan Mrmić, Vladimir Vasilj, Stjepan Tomas, Zoran Mamić, Anthony Šerić, Branko Ivanković, Ivan Katalinić, Ivan Šušak, Luka Radman, Josip Čop, Antun Novalić, Anđelko Herjavec, Darko Tironi, Boris Nemec, Mladen Čepulić, Alan Balen, Zoran Cvrk, Krunoslav Gorički, Christina Matošin, Željko Mesić, Ferdinand Odak, Mladen Pilčić, Bojan Radanović, Juan Muros, Ivančica Sudac-Junaci, Ivan Čuljak i Tomislav Vrbnjak.

#### Neuspjeh u kvalifikacijama za Europsko prvenstvo 2000.
Hrvatska je u kvalifikacijskoj skupini za sljedeće Europsko prvenstvo 2000. godine završila na trećem mjestu iza reprezentacija SR Jugoslavije i Republike Irske, ne uspjevši se kvalificirati na to natjecanje. Obje utakmice između hrvatske i jugoslavenske reprezentacije završile su neodlučenim rezultatima. Utakmice su praćene političkim tenzijama navijača obaju momčadi a tijekom utakmice u Beogradu (0:0) dogodili su se i politički prosvjedi. Uzvratna utakmica u Zagrebu završila je rezultatom 2:2.

### Vrijeme izbornika Jozića

#### Svjetsko prvenstvo 2002.
Izbornik Blažević dao je ostavku u jesen 2000. godine pa je na klupu izabran Mirko Jozić. Hrvatska je ostala neporažena u kvalifikacijskoj skupini za Svjetsko prvenstvo 2002. godine. Taj turnir započeli su porazom od Meksika nakon kojeg je uslijedila pobjeda od 2:1 protiv finalista Europskog prvenstva iz 2000. godine, Talijana. U posljednjoj utakmici skupine Hrvatska je izgubila od Ekvadora (0:1) što joj je onemogućilo prolazak u drugu fazu natjecanja a igrači su uglavnom krivnju svaljivali na pritisak uzrokovan velikim očekivanjima. Jozić je nakon prvenstva dao ostavku i u srpnju 2002. godine na njegovo mjesto dolazi Otto Barić.

### Vrijeme izbornika Barića

#### Europsko prvenstvo 2004.
Pod Barićevim vodstvom Hrvatska je u dodatnim kvalifikacijama za Europsko prvenstvo 2004. osigurala nastup na turniru nakon doigravanja u dvije utakmice, ovaj put protiv Slovenije (2:1). Dado Pršo postigao odlučujući pogodak u gostima u uzvratnom susretu. Na samom turniru Hrvatska je odigrala 0:0 sa Švicarskom, remizirala i s braniteljima naslova Francuzima (2:2), ali zbog poraza od Engleske (2:4) nije prošla u četvrtzavršnicu turnira. Barićev dvogodišnji ugovor istekao je u srpnju 2004. godine i odlučeno je da neće biti produžen. Barić je afirmirao ustrajni pristup HNS-a da poziva »izvrsne i perspektivne« igrače hrvatskog porijekla koji su igrali u zapadnoeuropskim zemljama da igraju za Hrvatsku.

### Vrijeme izbornika Kranjčara

#### Svjetsko prvenstvo 2006.
Bivši hrvatski reprezentativac Zlatko Kranjčar naslijedio je Barića na mjestu izbornika reprezentacije u srpnju 2004. godine i kroz kvalifikacije za Svjetsko prvenstvo 2006. godine prošao bez poraza a također bio optužen za nepotizam zbog izbora svog vlastitog sina, Nike Kranjčara u sastav. Na samom prvenstvu Hrvatska je izgubila prvu utakmicu od Brazila (0:1) te odigrala neodlučeno s Japanom (0:0) u okršaju u kojem je Darijo Srna promašio jedanaesterac u prvom poluvremenu. Treća utakmica, neriješeno s Australijom (2:2) u kojoj su čak tri igrača zaradila crvene kartone, potvrdila je ispadanje Hrvatske s još jednog velikog natjecanja u prvom krugu. Ta utakmica će ostati upamćena po pogrešci glavnog suca Grahama Polla koji je pokazao tri žuta kartona hrvatskom reprezentativcu Josipu Šimuniću.

### Vrijeme izbornika Bilića

#### Europsko prvenstvo 2008.
Nakon prvenstva, Hrvatski nogometni savez je u srpnju 2006. godine izbornika Kranjčara zamijenio sa Slavenom Bilićem. Bilić je u momčad sa sobom doveo i nekoliko igrača i postizao nešto uključujući i pobjedu 2:0 u svom premijernom nastupu s reprezentacijom u prijateljskoj utakmici protiv Talijana koji su nepunih dva mjeseca prije toga postali svjetskim prvacima na FIFA Svjetskom prvenstvu u Njemačkoj. Unatoč odluci o suspenziji Darija Srne, Ivice Olića i Boška Balabana u prvih par utakmica kvalifikacija zbog njihovog kasnog noćnog provoda izvan kampa reprezentacije, Bilić je svoju momčad vodio kroz kvalifikacije za Europsko prvenstvo 2008. godine. Kvalifikacije su završili na prvom mjestu skupine sa samo jednim porazom od Makedonije te posebno istaknutim dvjema pobjedama protiv Engleske reprezentacije koja se između ostalog i zbog toga nije uspjela kvalificirati na završni turnir prvi put nakon 1984. godine.
Nakon što je glavnog napadača Eduarda da Silvu ozlijedio protivnički igrač u Premier ligi, Bilić je bio prisiljen izmijeniti način igre reprezentacije pa su u sastav dovedeni Nikola Kalinić i Nikola Pokrivač koji do tada nikad nisu nastupali za nacionalnu momčad. Reprezentacija je dobila kritike na račun loše igre u pripremnim utakmicama protiv Škotske i Moldove a su na samom prvenstvu prvi put u povijesti ostvarili sve tri pobjede u skupini – protiv domaćina Austrije te protiv Njemačke i Poljske čime su na prvom mjestu u skupini izborili četvrtfinale. U četvrtfinalu Hrvatska se susrela s Turskom. Nakon što je utakmica završila 0:0 a Hrvatska povela pogotkom Ivana Klasnića u predzadnjoj minuti drugog produžetka, Turska je uspjela izjednačiti u 122. minuti utakmice pogotkom Semiha Senturka u sudačkoj nadoknadi. Hrvatska je te zadnje minute igrala s igračem manje jer sudac nije dopustio ući u igru hrvatskom igraču kojem se je bila ukazivala pomoć. Nakon toga uslijedili su jedanaesterci koji su odlučivali koja će reprezentacija nastavili natjecanje. Hrvatski reprezentativci potpuno 'odsječenih nogu nakon šokantne završnice' su jedanaesterce i napustili natjecanje nakon rezultata 1:1 (1:3). Uspjeli su do kraja turnira ostati reprezentacija koja je primila najmanje pogodaka na istome (2), imala najmanje izgubljenih utakmica (0) i postigla najraniji pogodak (u četvrtoj minuti prve utakmice protiv Austrije što je također označilo i najraniji pogodak s bijele točke ikada postignut u povijesti Europskih nogometnih prvenstava).

#### Neuspjeh u kvalifikacijama za Svjetsko prvenstvo 2010.
Unatoč glasinama da će dati ostavku, izbornik Bilić je produžio svoj ugovor te na taj način postao prvi izbornik nakon Blaževića koji će voditi Hrvatsku na dva uzastopna velika natjecanja. U kvalifikacijama za Svjetsko prvenstvo 2010. godine u Južnoj Africi, Hrvatska se ponovno našla s Englezima. Nakon domaće pobjede protiv Kazahstana, Hrvatska je izgubila od Engleske (1:4) kod kuće i na taj način prekinula svoj niz neporaženosti na stadionu Maksimir koji je trajao punih 14 godina te upisala prvi od do sada jedinih pet domaćih kvalifikacijska poraza u povijesti. Tijekom kvalifikacija momčad se mučila s ozljedama raznih igrača pa je uslijedio i poraz 1:5 od Engleske na stadionu Wembley. Iako je u posljednjoj utakmici Hrvatska pobijedila Kazahstan, nije se uspjela kvalificirati na natjecanje jer je Ukrajina – nakon pobjede nad Englezima – također pobijedila Andoru i zauzela drugo mjesto u skupini. Nakon završetka kvalifikacija Bilić je ugovor produžen i on je ostao izbornikom još jedno natjecanje – Europsko prvenstvo 2012. godine u Ukrajini i Poljskoj. 

#### Europsko prvenstvo 2012.
Hrvatska je postavljena za nositelja kvalifikacija za Europsko prvenstvo 2012. godine u Ukrajini i Poljskoj, natjecanja za koje je Hrvatska zajedno s Mađarskom bila kandidat za domaćina što bi im omogućilo izravnu kvalifikaciju. ali se nakon odluke da će se prvenstvo održati u Poljskoj i Ukrajini Hrvatska našla u kvalifikacijskoj skupini F i završili su kvalifikacijski put na drugom mjestu iza Grčke te su morali igrati dokvalifikacijske utakmice s Turskom. Hrvatska je prošla, pobijedivši sveukupno rezultatom 3:0, a sva tri pogotka postignuta u prvoj utakmici odigranoj u Istanbulu. Na završnom torniru Hrvatska je igrala u skupini C u Poljskoj s reprezentacijama Irske, Italije i Španjolske te nakon jedne pobjede (3:1 protiv Irske), jednog neriješenog ishoda (1:1 protiv Italije) te jednog poraza (0:1 od Španjolske) završila natjecanje u skupini. Bilić je podnio ostavku po završetku Eura 2012. kao što je i najavio pred početak tog natjecanja.

### Vrijeme izbornika Štimca
Igor Štimac započeo je svoj izbornički mandat domaćim porazom 2:4 na Poljudu od Švicarske dana 15. kolovoza 2012. u sklopu proslave 100. obljetnice osnutka HNS-a. Kvalifikacijski ciklus u skupini pod njegovim vodstvom je započeo (u šest utakmica ostvareno je pet pobjeda i remi s Belgijom a posljednje četiri utakmice su bile – osvojen je samo jedan bod). Pored utakmice sa Švicarskom, odigrane su još četiri prijateljske utakmice (pobjeda protiv Južne Koreje 4:0 6. veljače 2013., poraz od Portugala 1:0 10. lipnja 2013., pobjeda nad Lihteštajnom 3:2 14. kolovoza 2013. te ponovna pobjeda nad Južnom Korejom 2:1 9. rujna 2013.). Nakon poraza od Škotske u Glasgowu 15. listopada 2013. i izborenog doigravanja za SP u Brazilu, Igor je dao svoj izbornički mandat na raspolaganje predsjedniku HNS-a Davoru Šukeru koji tu ostavku i prihvaća.

### Vrijeme izbornika Kovača

#### Svjetsko prvenstvo 2014.
Nakon odlaska 15. listopada 2013. Igora Štimca s izborničke funkcije, Niko Kovač preuzima A selekciju u doigravanju za SP u Brazilu. Hrvatska je u dvije utakmice doigravanja protiv Islanda izborila odlazak na SP u Brazilu. Na SP u Brazilu reprezentacija nije prošla skupinu. Praćeno svečanošću otvaranja prvenstva, Hrvatska je izgubila prvu utakmicu od domaćina Brazila 1:3. Pobijedila je Kamerun 4:0 a ponovno su kobni bili Meksikanci kao i u Japanu 2002. godine, pobjedivši 3:1. Nakon rezultata u kvalifikacijama za Euro u Francuskoj 2016. godine, Izvršni odbor saveza jednoglasno smjenjuje Niku Kovača s mjesta izbornika.

### Vrijeme izbornika Čačića

#### Europsko prvenstvo 2016..
U kvalifikacijama za Euro 2016. Hrvatska je igrala u skupini protiv Italije, Bugarske, Norveške, Azerbejdžana i Malte. Nakon neodlučenog remija u gostima protiv Azerbejdžana i gostujućeg poraza od Norveške, u rujnu 2015. godine, Izvršni odbor Hrvatskog nogometnog saveza jednoglasno je odlučio raskinuti Kovačev ugovor. Nakon smjene Nike Kovača, 21. rujna 2015. Hrvatski nogometni savez je potvrdio kako je Ante Čačić novi izbornik hrvatske nogometne reprezentacije.
Hrvatska nogometna reprezentacija je pod njegovim vodstvom u predzadnjoj utakmici kvalifikacija za Europsko prvenstvo u Francuskoj pobijedila Bugarsku 3:0, golovima Perišića na asistenciju Modrića u 2. minuti, Rakitića u 42. minuti i Kalinića u 82. minuti. 
Hrvatska se plasirala u nokaut fazu završivši kao drugoplasirani skupine H. Pod Čačićevim vodstvom, Hrvatska je srušila rekord u najviše postignutih golova u jednoj utakmici pobjedivši u prijateljskoj utakmici u Rijeci San Marino rezultatom 10:0.
Na Euru 2016. Hrvatska je igrala u skupini D s Turskom, Češkom i braniteljem naslova Španjolskom. Hrvatska je započela natjecanje pobjedom nad Turskom rezultatom 1:0 pogotkom iz voleja Luke Modrića. Sljedeća utakmica bila je protiv Češke. Hrvatska je povela preko Ivana Perišića i udvostručila pogotkom Ivana Rakitića potom je na 2:1 smanjio Milan Škoda. U 86. minuti utakmicu su prekinuli huligani ubacivanjem baklji i topovskih udara na teren a jedan topovski udar ozlijedio je zaštitara za vrijeme prekida utakmice dok je uklanjao baklje s terena. Nakon toga prekida Česi su iskoristili potresenost hrvatskih reprezentativaca te je Tomáš Necid iz jedanaesterca u posljednjoj minuti utakmice postavio konačni rezultat 2:2. Posljednja utakmica u skupini bila je protiv Španjolske koja je povela pogotkom Álvara Morate, Nikola Kalinić i Ivan Perišić svojim pogocima osigurali su Hrvatskoj povijesnu pobjedu i prvo mjesto u skupini, dok je Španjolskoj to prvi put poraz na utakmici europskog prvenstva od 2004. Slijedila je utakmica osmine finala s Portugalom koji je se plasirao kao najbolja trećeplasirana ekipa svih skupina. Portugal je pobijedio pogotgom Ricarda Quaresme u završnici drugog produžetka, u 117. minuti nakon što je Ivan Perišić u prethodnom napadu glavom pogodio stativu, izbacivši Hrvatsku s turnira. Nakon prvanstva, kapetan Darijo Srna najavio je povlačenje iz međunarodnog nogometa, skupivši rekordna 134 nastupa za reprezentaciju. Luka Modrić najavljen je kao njegov nasljednik za kapetana momčadi.
Hrvatska je započela kvalifikacije za Svjetsko prvenstvo vodeći svoju skupinu neporažena i bez primljenog pogotka prva tri kola utakmica. Uzastopni porazi od Islanda i Turske kao i remi protiv Finske izazvali su negodovanje javnosti protiv izbornika Ante Čačića. Zamijenio ga je Zlatko Dalić koji je vodio momčad do pobjede protiv Ukrajine 2:0 u Kijevu osiguravši mjesto u dokvalifikacijama protiv Grčke. Hrvatska se kvalificirala pobijedom u Zagrebu rezultatom 4:1, te neriješenim 0:0 u Grčkoj.

### Vrijeme izbornika Dalića

#### Svjetsko srebro u Rusiji 2018.
Na Svjetskome prevenstvu u Rusiji, Hrvatska je u prvoj utakmici pobijedila Nigeriju rezultatom 2:0 autogolom Eteba i pogotkom Modrića iz jedanaesterca nakon čega je uslijedila pobjeda 3:0 protiv Argentine pogodcima Rebića, Modrića i Rakitića koja je tada bila 5. na FIFA-inoj ljestvici. U zadnjoj utakmici u skupini Hrvatska je s 2:1 pobijedila Island. Hrvatsku je u toj utakmici u vodstvo doveo Milan Badelj nakon čega je s jedanaest metara izjednačio Gylfi Sigurðsson da bi Vatrenima u posljednjoj minuti susreta pobjedu donio Ivan Perišić. Hrvatska je nakon 20 godina prošla skupinu na SP-u te prvi puta u povijesti sa stopostotnim učinkom.
Hrvatska je u osmini završnice igrala protiv Danske. Danska je povela već u 1. minuti pogotkom  Jorgesena a tri minute kasnije uzvratio je Mario Mandžukić. U 115. minuti danski vratar Kasper Schmeichel obranio je jedanaesterac Luki Modriću nakon čega je utakmica završila neriješeno i uslijedilo je izvođenje jedanaesteraca. Za Hrvatsku su pogađali Kramarić, Modrić i Rakitić, dok je udarce Badelja i Pivarića zaustavio danski vratar. Za Dansku su pogodili Kjær i Krohn-Dehli dok je hrvatski vratar Danijel Subašić zaustavio udarce Eriksena, Schönea i Jørgensena. Uslijedio je četvrtfinalni dvoboj s domaćinima Rusima. U toj utakmici domaćina je u vodstvo doveo Denis Čerišev a zatim izjednačio je Kramarić. Hrvatska je došla do preokreta u 101. minuti pogotkom Domagoja Vide a Rusi su se vratili u 115. minuti pogotkom Márija Fernandesa. U lutriji jedanaesteraca za Hrvatsku su pogađali Brozović, Modrić, Vida i Rakitić dok je Kovačićev udarac obranio Igor Akinfejev. Za Rusiju su zabili Dzagojev, Ignaševič i Kuzjajev; udarac Smolova obranio je Subašić dok je Fernandes pucao pokraj gola. U polufinalnom ogledu Englezi su poveli pogotkom Trippiera u 5. minuti, a izjednačio je Perišić u 68. minuti, da bi u 109. minuti pobjedu Hrvatskoj donio Mario Mandžukić. Dalićevi izabranici time su nadmašili najveći dotadašnji postignuće onaj Brončane generacije iz 1998. plasiravši se u finale svjetskog prvenstva prvi put u povijesti. Tom je pobjedom Hrvatska, koja se tada nalazila na 20. mjestu FIFA-ine ljestvice, postala najniže plasirana momčad koja je izborila finale svjetskoga prvenstva.
U finalu SP-a čekala je Francuska. Francuzi su poveli autogolom Marija Mandžukića nakon, prekršaja nad  Griezmannom u 19. minuti do 10 minuta poslije izjednačio Perišić. No, za Francusku su redom zabili Griezmann iz jedanaesterca u 38. minuti, koji je sudac dosudio nakon provjere putem VAR-a,  Pogba u 59. i  Mbappé u 65. minuti. Poraz je ublažio Mario Mandžukić u 69. minuti. Hrvatska je osvojila svoje prvo srebro u  povijesti, a najboljim igračem SP-a proglašen je Luka Modrić. Igrom na prvenstvu Hrvatska je zadobila brojne poklonike među navijačima drugih reprezentacija. Svi reprezentativci iz Rusije osim Rakitića igrali su za sve mlađe hrvatske reprezentacije pa je Rusija u tome smislu bila i uspjeh cjelokupnoga hrvatskog nogometa, a ne samo seniorskog.
Unatoč lošem plasmanu (20.) neposredno prije SP-a, Hrvatska je izvrsnim učinkom značajno podigla svoj rejting, za čak 16 mjesta. Naime, od 16. kolovoza 2018. do 4. travnja 2019. držala je četvrto mjesto na FIFA-inoj ljestvici. To je najbolji plasman reprezentacije nakon trećeg mjesta 1999.

##### Odlikovanja Predsjednice Republike Hrvatske
U studenom iste godine Predsjednica Republike Hrvatske Kolinda Grabar-Kitarović primila je i odlikovala reprezentativce i članove stožera i logistike reprezentacije: „za izniman, povijesni uspjeh hrvatske nogometne reprezentacije, osvjedočenu srčanost i požrtvovnost kojima je vratio vjeru u uspjeh, optimizam i pobjednički duh i ispunio ponosom sve hrvatske navijače diljem svijeta, za isticanje najvrednijih profesionalnih i humanih kvaliteta, iskazano zajedništvo i domoljubni ponos u promociji sporta i međunarodnog ugleda Republike Hrvatske, te osvajanju srebrne medalje na 21. Svjetskom nogometnom prvenstvu u Ruskoj Federaciji”.
- Povelja Republike Hrvatske: Hrvatski nogometni savez[112]
- Red kneza Trpimira s ogrlicom i Danicom: Davor Šuker i Zlatko Dalić[113][114]
- Red kneza Branimira s ogrlicom: Luka Modrić, Milan Badelj, Filip Bradarić, Marcelo Brozović, Duje Ćaleta-Car, Vedran Ćorluka, Tin Jedvaj, Lovre Kalinić, Mateo Kovačić, Andrej Kramarić, Dominik Livaković, Dejan Lovren, Mario Mandžukić, Ivan Perišić, Josip Pivarić, Marko Pjaca, Ivan Rakitić, Ante Rebić, Danijel Subašić, Domagoj Vida i Šime Vrsaljko.[115]
- Red Danice hrvatske s likom Franje Bučara: Marijan Kustić, Ivica Olić, Dražen Ladić, Marjan Mrmić i Zoran Cvrk.[116][117]
- Red hrvatskog trolista: Marc Rochon, Luka Milanović, Ognjen Vukojević, Nikola Jerkan, Zoran Bahtijarević, Boris Nemec, Saša Janković, Nenad Krošnjar, Nderim Redžaj, Mario Petrović, Bojan Radanović, Mladen Pilčić, Goran Vincek, Dennis Luka Lukančić, Iva Olivari-Uliša, Tomislav Pacak i Ivančica Sudac.[118][119]
- Red hrvatskog pletera: Zorislav Srebrić, Miroslav Marković, Nikša Martinac, Koraljka Petrinović, Helena Puškar, Nika Bahtijarević, Drago Sopta, Tomica Đukić, Tihomir Maloča i Mislav Krznarić.[120]

#### Prvi nastup u Ligi nacija
Hrvatska je novo reprezentativno okupljanje započela svojim prvim nastupom u novu UEFA-inu natjecanju Ligi nacija, kada je s teškim porazom 6:0 izgubila od reprezentacije Španjolske na gostovanju, što je ujedno postao i njezin najteži poraz do tada. Zatim je s idućim suparnikom, ponovno s Engleskom, odigrala neriješenih 0:0. No, golom Tina Jedvaja u zadnjoj minuti utakmice i konačnih 3:2 protiv Španjolaca na Maksimiru vratila šansu za mjesto među četiri najbolje reprezentacije natjecanja, da bi tri dana poslije doživjela preokret Engleza koji su se pogodcima Lingarda i Kanea upisali u povijest kao jedni od prvih četvero polufinalista novoga natjecanja.

#### Europsko prvenstvo 2020.
Novi kvalifikacijski ciklus, za Euro 2020., Hrvatska je otvorila domaćim preokretom protiv Azerbajdžana, ali samo tri dana poslije doživjela je neočekivani poraz na gostovanju kod Mađara. U jedinoj utakmici u lipnju, s dovoljnih 2:1 svladala je Wales. Rujanski dio kvalifikacija obilježila je velika pobjeda nad Slovačkom na gostovanju od 4:0, kada su redom zabijali Vlašić, Perišić i Petković, da bi konačni rezultat postavio Dejan Lovren pred samu završnicu. 3 dana poslije uslijedio je nazamislivi remi s Azerbajdžanom 1:1 u kojem je pogodak postigao Modrić s 11 metara. U listopadskom okupljanju, Hrvatska je nakon duge četiri godine ponovno zaigrala na splitskom Poljudu, gdje je dvjema pogodcima dinamovog napadača Bruna Petkovića i jednim Modrićevim ostvarila važnu pobjedu od 3:0 protiv Mađarske, ali kada se činilo da će se plasman na europsko prvenstvo ostvariti već protiv Walesa na gostovanju tri dana poslije, rezultat je ponovno bio tek 1:1. U posljednjem, 8. kolu, na riječkoj Rujevici, Hrvatska je velikim preokretom od 3:1 ostvarila plasman na svoje jedanaesto veliko natjecanje, a šesto europsko prvenstvo.
Pripreme za Europsko prvenstvo trebale su biti odigrane tijekom ožujka 2020. protiv reprezentacija Portugala i Švicarske u prijestolnici Katara, Dohi, no zbog pandemije koronavirusa i tzv. velikog zatvaranja u cijelom svijetu, natjecanje se u konačnici nije održalo. Gotovo deset mjeseci nakon posljednjeg okupljanja, Hrvatska je započela svoj novi put u novoj, drugoj sezoni Lige nacija, dvjema gostovanjima pa je prvo s 4:1 kod Portugala, a onda u ponovku finala SP-a u Rusiji izgubila i 4:2 od Francuske. U listopadu je u dvije domaće utakmice ostvarila pobjedu protiv Švedske, a tri dana poslije i uzvrat protiv Francuza koji su slavili pogotkom Mbappéa, a obje su završile istim rezultatom, 2:1. U studenome je Hrvatska odigrala prvo 3:3 s Turcima u prijateljskom gostovanju, a poslije toga dva poraza protiv Portugala na domaćem Poljudu i Švedske na gostovanju.
Već u ožujku sljedeće godine, Hrvatska je započela novi kvalifikacijski ciklus za Svjetsko prvenstvo u Kataru 2022. u skupini s Rusijom, Slovenijom, Ciprom, Maltom i ponovno Slovačkom. Otvorila ga je porazom kod susjedne Slovenije koja je slavila s minimalnih 1:0, da bi zatim na dvjema domaćim utakmicama na riječkoj Rujevici slavila s 1:0 protiv Cipra i tri dana poslije s 3:0 protiv Malte.
Europsko prvenstvo koje se održavalo u preko 12 različitih europskih gradova, Hrvatska je igrala u skupini sa domaćom Engleskom i Škotskom i Češkom u skupini D. Otvarajuća utakmica s englezima na Wembleyu završila je porazom od 1:0, da bi u 2. kolu s neriješenih 1:1 odigrala s česima. Posljednje kolo skupine donijelo je i prvu povijesnu pobjedu nad Škotskom od 3:1, pogodcima Vlašića, Modrića i Perišića koja je donijela prolazak u osminu završnice, u kojoj je s 3:5 u produžecima ispala od Španjolske nakon povratka s 1:3 na 3:3.
Nastavak kvalifikacija u rujnu donio je prvo neriješenih 0:0 s Rusijom pa veliku pobjedu nad Slovenijom s 3:0, a onda i pobjedu nad Slovačkom od 1:0. Listopadski dio kvalifikacija prošao je pobjedom 3:0 na Cipru i remijom 3:3 sa Slovačkom. U studenome Hrvatska je izborila Svjetsko prvenstvo pobjedama od velikih 7:1 nad Maltom u gostima, a zatim i protiv Rusije s minimalnih 1:0, čime se po dvanaesti put kvalificirala na veliko natjecanje i svoje šesto Svjetsko prvenstvo.
Novo izdanje Lige nacija koje je započelo u lipnju 2022., Hrvatska je otvorila porazom od 3:0 u Osijeku protiv Austrije. Tri dana poslije je, na Poljudu s remijem 1:1 odigrala s Francuskom, a protiv Danske je na gostovanju slavila s 1:0, dok je iduće gostovanje kod Francuske donijelo prvu, povijesnu pobjedu od 1:0 kada je jedini pogodak bio jedanaesterac Luke Modrića. U rujanskom nastavku, Hrvatska je prvo s 2:1 protiv Danske, a onda i 3:1 protiv Austrije ostvarila svoj prvi plasman na završnicu Lige nacija.

#### Svjetska bronca u Kataru 2022.
Svjetsko prvenstvo u Kataru, Hrvatska je igrala u skupini F zajedno s Belgijom, Kanadom i Marokom. Natjecanje je započela remijem (0:0) protiv reprezentacije Maroka. U drugom kolu Hrvatska je ostvarila jednu od svojih najvećih pobjeda na velikim natjecanjima uopće, u smislu gol-razlike, kada je svladala Kanadu s 4:1 dvama pogodcima Kramarića i po jednim Livaje i Majera. Završno kolo skupine protiv Belgije završilo je bez pogodaka te je Hrvatska izborila svoj treći plasman u drugu fazu svjetskih prvenstava. U osmini finala Hrvatska je s 3:1 svladala Japan na jedanaesterce, nakon što je izjednačila preko Perišića u 55. minuti tijekom regularnog dijela utakmice. Prolazak u polufinale natjecanja Hrvatska je ostvarila veličanstvenom, prvom pobjedom u povijesti protiv Brazila kada je nakon pogotka Neymara u 105. minuti produžetaka, Bruno Petković u 117. postigao pogodak za izjednačenje koji je vodio do pobjede od 4:2 na jedanaesterce i donio joj treći plasman u polufinale svjetskih prvenstava. Unatoč strateški izvrsnom partijom Hrvatske, Petkovićev pogodak ujedno je bio prvi pogodak Hrvatske u okvir mreže. U polufinalu, Hrvatska je loše ušla u utakmicu te preko pogotka Lionela Messija iz jedanaesterca, a zatim i dva pogotka Juliána Álvareza izgubila u borbi za plasman u finale s porazom od 3:0. Utakmica za treće mjesto u novom susretu s Marokom, završila je s 2:1 pogodcima Joška Gvardiola i Mislava Oršića, čime je Gvardiol postao najmlađim igračem hrvatske nogometne reprezentacije koji je ostvario zgoditak na velikim natjecanjima, a tom je pobjedom Hrvatska osvojila svoju treću medalju, a drugu brončanu.
U novom kvalifikacijskom ciklusu za Europsko prvenstvo 2024. u Njemačkoj koji je započeo u ožujku 2023., Hrvatska se nalazila u skupini D zajedno s Walesom, Turskom, Armenijom i Latvijom. Započela ga je domaćim remijom 1:1 s Walesom, a tri dana poslije je na gostovanju slavila s 2:0 nad Turskom u utakmici u kojoj je dvostruki strijelac bio Mateo Kovačić.

##### Odlikovanja Predsjednika Republike Hrvatske
Dana 26. svibnja 2024. predsjednik Republike Hrvatske Zoran Milanović primio je i odlikovao igrače i članove stručnog stožera hrvatske nogometne reprezentacije te članove delegacije HNS-a koji su pridonijeli osvajanju brončane medalje na Svjetskom prvenstvu u Kataru 2022.
"Za izniman uspjeh hrvatske nogometne reprezentacije, doprinos sportu i međunarodnom ugledu Republike Hrvatske te osvajanju 3. mjesta na 22. Svjetskom nogometnom prvenstvu u Državi Katru, odlikuju se:" 
- Povelja Republike Hrvatske: Marijan Kustić, Zlatko Dalić, Vedran Ćorluka, Marin Dadić, Dražen Ladić, Mario Mandžukić, Luka Milanović, Marjan Mrmić, Ivica Olić, Luka Modrić, Marcelo Brozović, Mateo Kovačić, Andrej Kramarić, Dominik Livaković, Dejan Lovren, Ivan Perišić, Domagoj Vida.
- Red Danice hrvatske s likom Franje Bučara: Borna Barišić, Ante Budimir, Martin Erlić, Ivo Grbić (nogometaš), Joško Gvardiol, Ivica Ivušić,  Kristijan Jakić, Josip Juranović, Marko Livaja, Lovro Majer, Mislav Oršić, Mario Pašalić, Bruno Petković, Borna Sosa, Josip Stanišić, Luka Sučić, Josip Šutalo, Nikola Vlašić.
- Spomenica domovinske zahvalnosti:Goran Beloglavec, Marko Cvijanović, Neven Golubar, Blago Jakovljević, Saša Janković, Miroslav Jamnić, Jurica Jurjević, Luka Karlo, Nenad Krošnjar, Dennis Lukančić, Miroslav Marković, Nikša Martinac, Iva Olivari Uliša, Tomislav Pacak, Mladen Pilčić, Stipe Pletikosa, Helena Puškar, Nderim Redžaj, Eduard Rod, Drago Sopta, Goran Vincek.

#### Završnica Lige nacija 2023.
U lipnju je Hrvatska igrala svoju prvu završnicu Lige nacija kada je s 4:2 slavila kod domaćina Nizozemske u polufinalu i izborila plasman u svoje drugo finale u povijesti, u kojem je s 5:4 na jedanaesterce izgubila od Španjolske.

#### Europsko prvenstvo 2024.
Vatreni su vrlo uspješno okončali prvi dio kvalifikacija za EP 2024. u Njemačkoj pobijedivši tri i remiziravši jednu utakmicu uz gol-razliku 9:1. Pobjeda nad Armenijom (1:0) prva je pobjeda Hrvatske reprezentacije nad jednom kavkaškom reprezentacijom. U drugom dijelu kvalifikacija za Euro, koji je započeo u listopadu, ozljedama  desetkovana Hrvatska primila je dva teška udarca: poražena je s 0:1 protiv Turske u Osijeku  i s 1:2 protiv Walesa u Cardiffu te je ovo prvi poraz Hrvatske protiv Walesa. Od vremena izbornika Štimca, tj. od kvalifikacija za Svjetsko prvenstvo u Brazilu 2014., nije se dogodilo da je hrvatska reprezentacija poražena u dvjema uzastopnim utakmicama u kvalifikacijama za neko veliko natjecanje. Ipak, u posljednjem kvalifikacijskom ciklusu Hrvatska je maksimalnim učinkom, pobjedom nad Latvijom (2:0) i Armenijom (1:0), osvojila drugo mjesto u grupi i time osigurala nastup na Europskom prvenstvu u Njemačkoj 2024.
Prvo okupljanje pred EP reprezentacija je započela 26. ožujka sudjelovanjem na prijateljskom turniru u Egiptu pod imenom ACUD Cup, gdje je Hrvatska u utakmici bez pogodaka nakon raspucavanja s bijele točke pobijedila Tunis s 5:4 te ušla u završnicu gdje je pobijedila domaćina s 4:2 i osvojila 1. mjesto.
Reprezentacija je u pripremama za EP pobijedila Sjevernu Makedoniju (3:0) te Portugal (2:1), što je prva pobjeda Hrvatske nad tom reprezentacijom.
Na otvaranju natjecanja Hrvatska je izgubila s 3:0 protiv Španjolske, remizirala s Albanijom (2:2) i Italijom (1:1). Hrvatska je tako s tek dva osvojena boda ispala u grupnoj fazi natjecanja, prvi puta od 2012. Pogotkom protiv Italije 24. lipnja 2024. Luka Modrić postao je najstarijim strijelcem Europskih prvenstava s navršenih 38 godina i 289 dana.

#### Liga nacija 2024./25.
Hrvatska je Ligu nacija otvorila porazom protiv Portugala (1:2), no dobila je iduće dvije utakmice protiv Poljske (1:0) i Škotske (2:1) te remizirala u gostovanju kod Poljske (3:3) u utakmici u kojoj je vratar Dominik Livaković dobio sporni izravni crveni karton. Iduću je utakmicu Hrvatska izgubila protiv Škotske (0:1), ali je bodom protiv Portugala (1:1) izborila iduću fazu natjecanja.
U prvoj utakmici četvrtfinala Hrvatska se susrela s Francuskom na Poljudu i pobijedila s 2:0. U uzvratnoj je utakmici Hrvatska u Parizu izgubila s 0:2 i lošijim izvođenjem jedanaesteraca ispala iz natjecanja.

#### Kvalifikacije za SP 2026.
Hrvatska je kvalifikacije za SP otvorila u lipnju 2025. dvjema pobjedama, nad Gibraltarom (7:0) i Češkom (5:1).

## Imidž

### Ime, dresovi i treninzi
Službena FIFA-ina skraćenica imena jest CRO i ta se pokrata upotrebljava kako bi se reprezentacija identificirala u FIFA-i i medijima. Druga skraćenica koja se upotrebljava je i HRV. Hrvatskoj nogometnoj reprezentaciji nadimak je Vatreni. Tvorac imena je hrvatski književnik iz Samobora Josip Prudeus. U vrijeme kada je momčad vodio Slaven Bilić drugi nadimak im je i Bilić Boysi.
Prvi službeni dres hrvatske nogometne reprezentacije dizajnirao je akademski slikar Miroslav Šutej 1990. godine. Premda je promijenjen otkad je službeni sponzor postao Nike, dres je uglavnom zadržao nacionalni identitet. Hrvatski šahirani uzorak s dresa nogometne reprezentacije, kakav je prisutan i na grbu Republike Hrvatske, sve se češće koristi i na dresovima u ostalim športovima – momčadskim i pojedinačnim.

#### Dresovi kroz povijest
| Prvi nastup 1940. | 1996. – 1997. komplet I | 1998. – 2000. komplet I | 2000. – 2002. komplet I | 2002. – 2004. komplet I | 2004. – 2006. komplet I | 2006. – 2008. komplet I | 2008. – 2010. komplet I |

| Prvi nastup 1990. | 1996. – 1997. komplet II | 1998. – 2000. komplet II | 2000. – 2002. komplet II | 2002. – 2004. komplet II | 2004. – 2006. komplet II | 2006. – 2008. komplet II | 2008. – 2010. komplet II |

| 2010. – 2012. komplet I | 2012. – 2014. komplet I | 2014. – 2016. komplet I | 2016. – 2018. komplet I | 2018. – 2020. komplet I | 2020. – 2022. komplet I | 2022. – 2024. komplet I | 2024. – 2026. komplet I |

| 2010. – 2012. komplet II | 2012. – 2014. komplet II | 2014. – 2016. komplet II | 2016. – 2018. komplet II | 2018. – 2020. komplet II | 2020. – 2022. komplet II | 2022. – 2024. komplet II | 2024. – 2026. komplet II |

### Stadioni
Većinu domaćih utakmica reprezentacija igra na stadionu Maksimir u Zagrebu. Stadion je izgrađen 1912. godine, a obnovljen 1997. godine. Ime je dobio po kvartu u kojem se nalazi – Maksimiru. Bio je domaćin prve kvalifikacijske utakmice protiv Litve. Hrvatski nogometni savez i Vlada dogovorili su daljnja poboljšanja stadiona (uključujući i povećanje broja sjedala s postojećih četrdesetak tisuća). 2008. godine UEFA je zaprijetila da će ograničiti broj domaćih navijača koji će moći gledati utakmice svoje reprezentacije zbog navijačkih nereda koji su se dogodili tijekom Europskog prvenstva te godine. Zagrebački gradonačelnik Milan Bandić nije odobrio završne planove obnove stadiona 2008. godine, a jedan od glavnih razloga bili su veliki troškovi; od prosinca 2008. godine obnavljanje stadiona je odgođeno do daljnjega. Uz sve to, potres koji je pogodio Zagreb dana 22. ožujka 2020. godine je dodatno narušio statiku dotrajalog stadiona te se očekuje da se postojeći stadion sruši i sagradi novi.
Osim u Zagrebu, hrvatska reprezentacija domaće utakmice igra i u drugim gradovima. Najčešće u Splitu gdje se igra na stadionu Poljud koji je bio domaćin nekoliko kvalifikacijskih utakmica za Europsko prvenstvo 1996. i Svjetsko prvenstvu 1998. godine. Od prve utakmice 1995. godine protiv Italije koja je završila neodlučenim 1:1 rezultatom, Hrvatska nije uspjela pobijediti u službenoj FIFA utakmici na Poljudu. Zbog ove činjenice je Poljud nazivan ukletim. Ta kletva napokon je prekinuta u lipnju 2011. godine kada je Hrvatska pobijedila Gruziju rezultatom 2:1. Reprezentacija je nekoliko kvalifikacijskih i prijateljskih utakmica odigrala i u Rijeci na stadionima Kantrida i Rujevica, na stadionu Gradski vrt i Opus Areni u Osijeku te na stadionu Varteks u Varaždinu  i Cibalia u Vinkovcima. 
- stadion Maksimir
- stadion Poljud
- stadion Kantrida
- Opus Arena
- stadion Varteks

#### Statistika rezultata na domaćim stadionima
Od prve službene utakmice (17. listopada 1990. godine protiv reprezentacije SAD-a) do danas, Hrvatska je svoje domaće oglede igrala na ukupno trinaest stadiona u deset gradova.
| Stadion               | Grad          | Ukupno utakmica | Pobjede | Neodlučeni | Porazi | Po. | Pr. | Bodovi po utakmici |
| --------------------- | ------------- | --------------- | ------- | ---------- | ------ | --- | --- | ------------------ |
| Stadion Maksimir      | Zagreb        | 68              | 47      | 15         | 6      | 140 | 45  | 2,29               |
| Stadion Poljud        | Split         | 18              | 4       | 9          | 5      | 23  | 23  | 1,17               |
| Stadion Gradski vrt   | Osijek        | 14              | 10      | 3          | 1      | 34  | 13  | 2,36               |
| Stadion Kantrida      | Rijeka        | 11              | 10      | 1          | 0      | 19  | 4   | 2,82               |
| Stadion Rujevica      | Rijeka        | 9               | 7       | 2          | 0      | 28  | 3   | 2,55               |
| Stadion Varteks       | Varaždin      | 8               | 5       | 2          | 1      | 17  | 5   | 2,13               |
| Stadion Aldo Drosina  | Pula          | 5               | 4       | 0          | 1      | 12  | 6   | 2,40               |
| Stadion HNK Cibalia   | Vinkovci      | 1               | 1       | 0          | 0      | 5   | 0   | 3,00               |
| Stadion Kranjčevićeva | Zagreb        | 1               | 1       | 0          | 0      | 3   | 0   | 3,00               |
| Gradski stadion       | Koprivnica    | 1               | 1       | 0          | 0      | 1   | 0   | 3,00               |
| Stadion Šubićevac     | Šibenik       | 1               | 0       | 1          | 0      | 2   | 2   | 1,00               |
| Gradski stadion       | Velika Gorica | 1               | 0       | 1          | 0      | 1   | 1   | 1,00               |
| Opus Arena            | Osijek        | 1               | 0       | 0          | 1      | 0   | 1   | 0,00               |
| Ukupno                | Ukupno        | 139             | 90      | 34         | 15     | 285 | 103 | 2.19               |

Ažurirano: 04. lipnja 2024.

### Navijači
Najprominentniji navijači hrvatske reprezentacije su navijači nogometnih klubova Hajduka iz Splita te Dinama iz Zagreba koji u hrvatskoj nogometnoj ligi imaju najveći broj navijača. Zbog rivalstva ovih dviju navijačkih skupina – Bad Blue Boysa iz Zagreba i Torcide iz Splita – obje su bile povezane s huliganskim nemirima tijekom utakmica ova dva kluba, premda nasilje između njih do danas nije zabilježeno na utakmicama reprezentacije. Nogometna reprezentacija Hrvatske potporu ima i od Hrvata koji žive u susjednoj Bosni i Hercegovini, od navijača nogometnog kluba HŠK Zrinjski Mostar koji su poznati pod imenom Ultras-Zrinjski. Navijače prati slogan Uvijek vjerni kako se zvao nekadašnji Klub navijača reprezentacije.
Ponašanje navijača na međunarodnim utakmicama dovelo je i do sankcija protiv reprezentacije. Hrvatska je bila kažnjena pod prijetnjom izbacivanja iz UEFA-inih natjecanja zbog rasističkog ponašanja navijača tijekom Europskog prvenstva 2004. godine. U više navrata zabilježeno je opiranje navijača pravilima sigurnosti. Tijekom Svjetskog prvenstva 2006. godine 1 navijač je pobjegao osiguranju i prišao igračima ulaskom direktno na teren; bio je uhićen zbog smetanja posjeda. Tijekom prijateljske utakmice s Italijom u Livornu, grupa navijača stojeći na tribinama napravila je znak Svastike kao odgovor na to što su talijanski navijači mahali s komunističkim zastavama; UEFA je kaznila Hrvatski nogometni savez zbog incidenta. Europskog prvenstva 2008. godine, UEFA kaznila Hrvatsku zbog isticanja rasističkih banera u utakmici protiv Turske, a FIFA kaznila HNS zbog rasističkog vrijeđanja engleskog igrača Emila Heskeyja 10. rujna 2008. godine.
Navijači upotrebljavaju baklje bilo da je riječ o utakmicama domaćeg prvenstva ili na međunarodnim utakmicama što prema riječima bivšeg reprezentativca Igora Štimca dodatno motivira kompletnu momčad. Bakljade su zabranjene pa je reprezentacija dodatno više puta kažnjavana zbog toga. Navijači hrvatske reprezentacije ušli su u sukob s Turcima tijekom Europskog prvenstva 2008. godine u utakmici s turskom nogometnom reprezentacijom. Osiguranje je bilo dodatno pojačano u vrijeme kada su se navijači okupljali u Beču prije početka utakmice četvrtfinala tog turnira; nakon utakmice hrvatski navijači odupirali su se policiji i ušli u sukobe s turskim navijačima.

### Javno mnijenje
Nogomet je najpopularniji šport u Hrvatskoj i odigrao je važnu ulogu u stjecanju nezavisnosti tijekom raspada Jugoslavije. Domoljublje je naraslo tijekom stvaranja reprezentacije u ranim 1990-im, za vrijeme prvog hrvatskog predsjednika Franje Tuđmana. Natječući se odvojeno u službenim i neslužbenim utakmicama, reprezentacija je osnažila jedinstvo hrvatskog naroda u domovini i iseljeništvu. Nadalje, Tuđmanov odnos s reprezentacijom je postao važna karika u jačanju i jedinstvu hrvatske države i naroda. Nakon do tada najvećeg uspjeha hrvatskog nogometa, trećeg mjesta na Svjetskom prvenstvu u Francuskoj 1998. godine, Tuđman je izjavio da »nogometne pobjede oblikuju nacionalni identitet koliko i ratovi«. Jednoglasna podrška reprezentaciji je narasla usporedno s odobravanjem državnog vrha. Franjo Tuđman je održavao snažan odnos s reprezentacijom i zahvalio joj na doprinosu u stvaranju neovisne i suverene hrvatske države. Američki političar i diplomat Strobe Talbott predvidio je da će jačanje hrvatskog nogometa ovisiti od samog naroda. Reprezentaciju je nakon osvajanja brončane medalje u Francuskoj 1998. dočekalo je oko 100 000 navijača, među kojima je bio i predsjednik Tuđman. Tuđman je govorio u ime navijača hvaleći nastupe hrvatskih reprezentativaca. 
Pred Europsko prvenstvo 2008. godine, izbornik Slaven Bilić i njegov rock sastav Rawbau su izdali singl, Vatreno ludilo, koji je podsjetio na pobjede tijekom Svjetskog prvenstva 1998. godine i pohvalio današnje ambicije. Pjesma se nalazila na samom vrhu hrvatskih glazbenih top ljestvica i bila je slušana tijekom Eura 2008. reprezentacija je dobila nadimak Bilić boysi. 
Ostali hrvatski glazbenici, kao što su Dino Dvornik, Connect, Prljavo kazalište i Baruni snimili su pjesme u znak podrške reprezentaciji, među kojima su: Malo nas je, al' nas ima, Samo je jedno, Moj dom je Hrvatska, Srce vatreno i Neka pati koga smeta. Pred osvit Svjetskog nogometnog prvenstva 2018. u Rusiji, u očekivanju velikog rezultata, izdana su dvije pjesme. Hrvatski reper Marin Ivanović – Stoka snimio je pjesmu Moja Croatia, a Zaprešić Boysi pjesmu Igraj moja Hrvatska. Tih su dana te pjesme bile na vrhu domaće glazbene ljestvice.

## Sudjelovanja na natjecanjima

### Svjetsko prvenstvo
Premda je postala službenom članicom FIFA-e 1992. godine, nije mogla nastupiti na Svjetskom prvenstvu održanom u SAD-u 1994. godine, s obzirom na to da su kvalifikacije za to natjecanje započele prije njezinoga službenoga početka članstva. Plasirala se i nastupila na pet svjetskih nogometnih prvenstava od kada sudjeluje u kvalifikacijama i propustila je samo ono u Južnoj Africi 2010. godine. Do danas su njezini najbolji nastupi osvojeno drugo mjesto u Rusiji 2018. godine., te dva treća mjesta: u Francuskoj 1998. i u Kataru 2022. Na ostalim svjetskim prvenstvima na kojima je nastupila, reprezentacija je završila nastup nakon razigravanja po skupinama.
- 1994. – nije sudjelovala u kvalifikacijama[172]

| Prvenstvo                  | Plasman               | Uta.                  | Pob.                  | Ner.                  | Por.                  | Gol-raz.              |
| -------------------------- | --------------------- | --------------------- | --------------------- | --------------------- | --------------------- | --------------------- |
| Francuska 1998.            | 3. mjesto             | 7                     | 5                     | 0                     | 2                     | 11:5                  |
| Južna Koreja i Japan 2002. | 1. krug (23. mjesto)  | 3                     | 1                     | 0                     | 2                     | 2:3                   |
| Njemačka 2006.             | 1. krug (22. mjesto)  | 3                     | 0                     | 2                     | 1                     | 2:3                   |
| Južna Afrika 2010.         | nisu se kvalificirali | nisu se kvalificirali | nisu se kvalificirali | nisu se kvalificirali | nisu se kvalificirali | nisu se kvalificirali |
| Brazil 2014.               | 1. krug (19. mjesto)  | 3                     | 1                     | 0                     | 2                     | 6:6                   |
| Rusija 2018.               | 2. mjesto             | 7                     | 4                     | 2                     | 1                     | 14:9                  |
| Katar 2022.                | 3. mjesto             | 7                     | 2                     | 4                     | 1                     | 8:7                   |
| Kanada, Meksiko, SAD 2026. |                       |                       |                       |                       |                       |                       |
| Ukupno                     | 6 natjecanja          | 30                    | 13                    | 8                     | 9                     | 43:33                 |

### Europsko prvenstvo
Od dosadašnjih sedam natjecanja na koje se mogla kvalificirati od kada je članica UEFA-e Hrvatska je propustila samo jedno, ono 2000. u Beligiji i Nizozemskoj. Najbolji ostvareni plasmani su četvrtfinale u prvom nastupu na prvenstvu u Engleskoj 1996. godine te ponovno na prvenstvu održanom u Austriji i Švicarskoj 2008. godine. 
| Prvenstvo                  | Plasman                    | Uta.                  | Pob.                  | Ner.                  | Por.                  | Gol-raz.              |
| -------------------------- | -------------------------- | --------------------- | --------------------- | --------------------- | --------------------- | --------------------- |
| Engleska 1996.             | Četvrtfinale (7. mjesto)   | 4                     | 2                     | 0                     | 2                     | 5:5                   |
| Belgija i Nizozemska 2000. | Nisu se kvalificirali      | Nisu se kvalificirali | Nisu se kvalificirali | Nisu se kvalificirali | Nisu se kvalificirali | Nisu se kvalificirali |
| Portugal 2004.             | Prvi krug (13. mjesto)     | 3                     | 0                     | 2                     | 1                     | 4:6                   |
| Austrija i Švicarska 2008. | Četvrtfinale (5. mjesto)   | 4                     | 3                     | 1                     | 0                     | 5:2                   |
| Poljska i Ukrajina 2012.   | Prvi krug (10. mjesto)     | 3                     | 1                     | 1                     | 1                     | 4:3                   |
| Francuska 2016.            | Osmina finala (9. mjesto)  | 4                     | 2                     | 1                     | 1                     | 5:4                   |
| Europa 2020.               | Osmina finala (14. mjesto) | 4                     | 1                     | 1                     | 2                     | 7:8                   |
| Njemačka 2024.             | Prvi krug (20. mjesto)     | 3                     | 0                     | 2                     | 1                     | 3:6                   |
| Ukupno                     | 7 natjecanja               | 25                    | 9                     | 8                     | 8                     | 33:34                 |

Hrvatski nogometni savez je skupa s mađarskim podnio službenu kandidaturu za zajedničko domaćinstvo obiju država za Europsko nogometno prvenstvo 2012. godine, a za domaćina tog prvenstva na kraju su izabrane Poljska i Ukrajina.

### UEFA-ina Liga nacija
| Sezona    | Liga | Plasman               | Uta. | Pob. | Ner. | Por. | Gol-raz. | Ukupno     |
| --------- | ---- | --------------------- | ---- | ---- | ---- | ---- | -------- | ---------- |
| 2018./19. | A    | Skupina 4 (3. mjesto) | 4    | 1    | 1    | 2    | 4:10     | 9. mjesto  |
| 2020./21. | A    | Skupina 3 (3. mjesto) | 6    | 1    | 0    | 5    | 9:16     | 12. mjesto |
| 2022./23. | A    | Skupina 1 (pobjednik) | 8    | 5    | 1    | 2    | 12:8     | 2. mjesto  |
| 2024./25. | A    | Skupina 1 (2. mjesto) | 8    | 3    | 2    | 3    | 10:10    | 8. mjesto  |
| Ukupno    |      |                       | 26   | 10   | 4    | 12   | 35:44    |            |

### Ostali
| Turnir                                 | Plasman   | Uta. | Pob. | Ner. | Por. | Gol-raz. |
| -------------------------------------- | --------- | ---- | ---- | ---- | ---- | -------- |
| Maroko 1996. Turnir kralja Hassana II. | 1. mjesto | 2    | 0    | 2    | 0    | 3:3      |
| Japan 1997. Kirin kup                  | 2. mjesto | 2    | 0    | 1    | 1    | 4:5      |
| Južna Koreja 1999. Korea kup           | 1. mjesto | 3    | 1    | 2    | 0    | 5:4      |
| Hong Kong 2006. Carlsberg kup          | 3. mjesto | 2    | 1    | 0    | 1    | 4:2      |
| Kina 2017. China Cup                   | 4. mjesto | 2    | 0    | 2    | 0    | 2:2      |
| Egipat 2024. ACUD Cup                  | 1. mjesto | 2    | 1    | 1    | 0    | 4:2      |
| Ukupno                                 |           | 13   | 3    | 8    | 2    | 22:18    |

### FIFA-ina ljestvica
Kada je FIFA u prosincu 1992. počela objavljivati ovu tablicu, Hrvatska je zauzela 125. mjesto na svijetu, no bila je tek nekoliko mjeseci njezinom članicom. Svjetsko prvenstvo 1998. odvelo je Hrvatsku na četvrto mjesto nakon turnira, čineći je momčadi s najvećim napretkom u povijesti FIFA-ine ljestvice. Najbolje mjesto Hrvatska je držala početkom 1999. godine (3. mjesto).
Zbog svojih rezultata 1994. i 1998. godine, hrvatska od FIFA-e dobila dva priznanja (Mover of the Year).
U tablicama su prikazani najbolji plasmani u pojedinoj godini:
| 1992. | 1993. | 1994. | 1995. | 1996. | 1997. | 1998. | 1999. | 2000. | 2001. | 2002. | 2003. | 2004. | 2005. | 2006. | 2007. | 2008. | 2009. | 2010. | 2011. | 2012. | 2013. | 2014. | 2015. | 2016. | 2017. | 2018. | 2019. | 2020. | 2021. | 2022. | 2023. | 2024. |
| ----- | ----- | ----- | ----- | ----- | ----- | ----- | ----- | ----- | ----- | ----- | ----- | ----- | ----- | ----- | ----- | ----- | ----- | ----- | ----- | ----- | ----- | ----- | ----- | ----- | ----- | ----- | ----- | ----- | ----- | ----- | ----- | ----- |
| 113.  | 116.  | 61.   | 39.   | 22.   | 19.   | 4.    | 3.    | 7.    | 14.   | 19.   | 20.   | 19.   | 19.   | 15.   | 6.    | 5.    | 7.    | 9.    | 8.    | 8.    | 4.    | 14.   | 13.   | 14.   | 14.   | 4.    | 4.    | 6.    | 11.   | 7.    | 6.    | 9.    |

FIFA-ina ljestvica na završetku godine
| 1992. | 1993. | 1994. | 1995. | 1996. | 1997. | 1998. | 1999. | 2000. | 2001. | 2002. | 2003. | 2004. | 2005. | 2006. | 2007. | 2008. | 2009. | 2010. | 2011. | 2012. | 2013. | 2014. | 2015. | 2016. | 2017. | 2018. | 2019. | 2020. | 2021. | 2022. | 2023. | 2024. |
| ----- | ----- | ----- | ----- | ----- | ----- | ----- | ----- | ----- | ----- | ----- | ----- | ----- | ----- | ----- | ----- | ----- | ----- | ----- | ----- | ----- | ----- | ----- | ----- | ----- | ----- | ----- | ----- | ----- | ----- | ----- | ----- | ----- |
| 113.  | 122.  | 62.   | 41.   | 24.   | 19.   | 4.    | 9.    | 18.   | 19.   | 32.   | 20.   | 23.   | 20.   | 15.   | 10.   | 7.    | 10.   | 10.   | 8.    | 10.   | 16.   | 19.   | 18.   | 14.   | 17.   | 4.    | 6.    | 11.   | 15.   | 7.    | 10.   | 13.   |

## Rekordi
- Dana 22. ožujka 2013. godine, u kvalifikacijskoj utakmici protiv Srbije, Darijo Srna, Stipe Pletikosa i Josip Šimunić su ostvarili svoj 101. nastup za Hrvatsku, oborivši rekord Darija Šimića s tadašnjih 100 nastupa.
- UEFA je Davora Šukera proglasila Zlatnim igračem na jubilarnom slavlju 50. obljetnice 2004. godine.[27] Mario Mandžukić je na drugom mjestu s 33 postignuta pogotka.[178]
- Mladen Petrić drži rekord u najviše postignutih pogodaka na jednoj utakmici – bio je strijelac 4 pogotka u domaćoj pobjedi Hrvatske protiv Andore 7. listopada 2006. godine.
- U prijateljskoj utakmici protiv NK Bjelovara povodom 110. godina kluba, reprezentacija je pobijedila 15:1, što je najveća pobjeda reprezentacije na prijateljskim utakmicama.[179]
- Najveći porazi reprezentacije su oni iz doba Nezavisne države Hrvatske protiv Italije (0:4) i Njemačke (1:5) tijekom četrdesetih god. 20. stoljeća te oni protiv Engleske tijekom kvalifikacija za Svjetsko prvenstvo 2010. godine (1:5) i Španjolske tijekom UEFA Liga nacija 2018./2019. (0:6).[2]
- Luka Ivanušec s 18 godina 1 mjesecom i 19 dana postao najmlađi strijelac u povijesti Vatrenih – na utakmici Kina – Hrvatska 1:1, 14. siječnja 2017. godine.[180]

## Izbornici (od 1990.)
| Izbornik          | Razdoblje          | Ukupno utakmica | Pobjede | Neodlučeni | Porazi | Postotak pobjeda | Bodovi po utakmici | Uspjesi                                                                                                |
| ----------------- | ------------------ | --------------- | ------- | ---------- | ------ | ---------------- | ------------------ | --- |
| Dražan Jerković   | 1990. – 1991.      | 3               | 3       | 0          | 0      | 100              | 3                  | |
| Stanko Poklepović | 1992.              | 4               | 1       | 1          | 2      | 25               | 1                  | |
| Vlatko Marković   | 1993.              | 1               | 1       | 0          | 0      | 100              | 3                  | |
| Miroslav Blažević | 1994. – 2000.      | 72              | 33      | 24         | 15     | 45,83            | 1,71               | Engleska 1996. – četvrtfinale Francuska 1998. – 3. mjesto                                              |
| Tomislav Ivić     | 16. studenog 1994. | 1               | 1       | 0          | 0      | 100              | 3                  | |
| Mirko Jozić       | 2000. – 2002.      | 18              | 9       | 6          | 3      | 50               | 1,83               | Japan i Južna Koreja 2002. – skupina                                                                   |
| Otto Barić        | 2002. – 2004.      | 24              | 11      | 8          | 5      | 45,83            | 1,7                | Portugal 2004. – skupina                                                                               |
| Zlatko Kranjčar   | 2004. – 2006.      | 25              | 11      | 8          | 6      | 44               | 1,64               | Njemačka 2006. – skupina                                                                               |
| Slaven Bilić      | 2006. – 2012.      | 65              | 42      | 15         | 8      | 64,61            | 2,2                | Austrija i Švicarska 2008. – četvrtfinale Poljska i Ukrajina 2012. – skupina                           |
| Igor Štimac       | 2012. – 2013.      | 15              | 8       | 2          | 5      | 53,33            | 1,73               | 4. mjesto na FIFA-inoj ljestvici 11. travnja 2013.                                                     |
| Niko Kovač        | 2013. – 2015.      | 19              | 10      | 5          | 4      | 52,63            | 1,84               | Brazil 2014. – skupina                                                                                 |
| Ante Čačić        | 2015. – 2017.      | 25              | 15      | 6          | 4      | 60               | 2,04               | Francuska 2016. – osmina finala                                                                        |
| Zlatko Dalić      | 2017. –            | 97              | 48      | 25         | 24     | 49,48            | 1,74               | Rusija 2018. – 2. mjesto Europa 2020. – osmina finala Katar 2022. – 3. mjesto Njemačka 2024. – skupina |
| Ukupno            | Ukupno             | 369             | 193     | 100        | 76     | 52,30            | 1,84               | |

Posljednji put ažurirano 9. lipnja 2025. nakon utakmice sa  Češkom.

### Igrači s najviše nastupa
| #   | Ime              | Razdbolje     | Nastupi | Pogodci |
| --- | ---------------- | ------------- | ------- | ------- |
| 1.  | Luka Modrić      | 2006. –       | 185     | 27      |
| 2.  | Ivan Perišić     | 2011. –       | 141     | 34      |
| 3.  | Darijo Srna      | 2002. – 2016. | 134     | 22      |
| 4.  | Stipe Pletikosa  | 1999. – 2014. | 114     | 0       |
| 5.  | Mateo Kovačić    | 2013. –       | 109     | 5       |
| 6.  | Ivan Rakitić     | 2007. – 2020. | 106     | 15      |
| 7.  | Josip Šimunić    | 2001. – 2013. | 105     | 3       |
| 7.  | Domagoj Vida     | 2010. – 2024. | 105     | 4       |
| 9.  | Ivica Olić       | 2002. – 2015. | 104     | 20      |
| 10. | Vedran Ćorluka   | 2006. – 2018. | 103     | 4       |
| 10. | Andrej Kramarić  | 2014. –       | 103     | 30      |
| 12. | Dario Šimić      | 1996. – 2008. | 100     | 3       |
| 13. | Marcelo Brozović | 2014. – 2024. | 99      | 7       |
| 14. | Mario Mandžukić  | 2007. – 2018. | 89      | 33      |
| 15. | Robert Kovač     | 1999. – 2009. | 84      | 0       |

Posljednji put ažurirano 21. ožujka 2025.

### Najbolji strijelci
| #   | Ime              | Razdoblje        | Pogodci | Nastupi |
| --- | ---------------- | ---------------- | ------- | ------- |
| 1.  | Davor Šuker      | 1990. – 2002.    | 45      | 69      |
| 2.  | Ivan Perišić     | 2011. –          | 34      | 141     |
| 3.  | Mario Mandžukić  | 2007. – 2018.    | 33      | 89      |
| 4.  | Andrej Kramarić  | 2014. –          | 30      | 103     |
| 5.  | Eduardo da Silva | 2004. – 2014. ↓1 | 29      | 64      |
| 6.  | Luka Modrić      | 2006. –          | 27      | 185     |
| 7.  | Darijo Srna      | 2002. – 2016.    | 22      | 134     |
| 8.  | Ivica Olić       | 2002. – 2015.    | 20      | 104     |
| 9.  | Niko Kranjčar    | 2004. – 2013.    | 16      | 81      |
| 10. | Nikola Kalinić   | 2008. – 2018.    | 15      | 42      |
| 10. | Ivan Rakitić     | 2007. – 2020.    | 15      | 106     |
| 10. | Goran Vlaović    | 1992. – 2002.    | 15      | 51      |
| 13. | Niko Kovač       | 1996. – 2008.    | 14      | 83      |
| 14. | Mladen Petrić    | 2001. – 2013.    | 13      | 45      |
| 14. | Franjo Wölfl     | 1941. – 1944.    | 13      | 18      |
| 16. | Zvonimir Boban   | 1990. – 1999.    | 12      | 51      |
| 16. | Ivan Klasnić     | 2004. – 2011.    | 12      | 41      |

Napomene:
- ↑1  Do 23. veljače 2008., kad mu je Martin Taylor slomio nogu, od 2004. do 2007. postigao je 13 pogodaka za reprezentaciju (u nepune 2 godine, veljača 2006. – listopad 2007., skoro 7 godišnje). Nakon oporavka postigao je 16 pogodaka u 5 godina (3,2 godišnje).

### Priznanja
- Povelja Republike Hrvatske (2018.)
- 2 × Državna nagrada za šport Franjo Bučar (1998. i 2018.)
- 2 × FIFA-ina nagrada za reprezentaciju s najvećim napretkom (1994. i 1998.)
- 5 × Najbolja momčad Hrvatske (1997., 1998., 2001., 2008. i 2018.)
- Nagrada HOO-a Matija Ljubek (1992.)
- 2 × Nagrada HOO-a za najbolju momčad Hrvatske (2018., 2022.)
- 8 × Nagrada HOO-a za najboljeg promicatelja Hrvatske u svijetu (2001., 2005., 2006., 2007., 2014., 2015., 2018. i 2022.)
- Posebno priznanje Hrvatske turističke zajednice za promicanje turizma u svijetu – Plavi cvijet (2008.)

## Sastav
Slijedi popis igrača za utakmice Kvalifikacija za svjetsko prvenstvo 2026. protiv Farskih Otoka i Crne Gore 5. i 8. rujna.
Nastupi i golovi posljednji put su ažurirani 9. lipnja 2025. nakon utakmice s Češkom
| 0#0 | Poz. | Igrač                    | Datum rođenja (dob) | Nastupi | Golovi | Klub            |
| --- | ---- | ------------------------ | ------------------- | ------- | ------ | --------------- |
| 1   | G    | Dominik Livaković        | 9. siječnja 1995.   | 66      | 0      | Fenerbahçe      |
| 12  | G    | Dominik Kotarski         | 10. veljače 2000.   | 2       | 0      | København       |
| 23  | G    | Ivica Ivušić             | 1. veljače 1995.    | 6       | 0      | Hajduk Split    |
|     |      |                          |                     |         |        |                 |
| 2   | B    | Josip Stanišić           | 2. travnja 2000.    | 24      | 0      | Bayern München  |
| 3   | B    | Marin Pongračić          | 11. rujna 1997.     | 13      | 0      | Fiorentina      |
| 4   | B    | Joško Gvardiol           | 23. siječnja 2002.  | 42      | 3      | Manchester City |
| 5   | B    | Duje Ćaleta-Car          | 17. rujna 1996.     | 33      | 1      | Real Sociedad   |
| 6   | B    | Josip Šutalo             | 28. veljače 2000.   | 26      | 0      | Ajax            |
| 22  | B    | Josip Juranović          | 16. kolovoza 1995.  | 40      | 0      | Union Berlin    |
|     | B    | Martin Erlić             | 24. siječnja 1998.  | 10      | 0      | Midtjylland     |
|     |      |                          |                     |         |        |                 |
| 7   | V    | Lovro Majer              | 17. siječnja 1998.  | 35      | 8      | VfL Wolfsburg   |
| 10  | V    | Luka Modrić (kapetan)    | 9. rujna 1985.      | 188     | 28     | Milan           |
| 13  | V    | Nikola Moro              | 12. ožujka 1998.    | 4       | 0      | Bologna         |
| 15  | V    | Mario Pašalić            | 9. veljače 1995.    | 76      | 11     | Atalanta        |
| 16  | V    | Martin Baturina          | 16. veljače 2003.   | 12      | 1      | Como 1907       |
| 17  | V    | Petar Sučić              | 25. listopada 2003. | 9       | 1      | Inter Milan     |
| 18  | V    | Kristijan Jakić          | 14. srpnja 1997.    | 11      | 0      | Augsburg        |
| 21  | V    | Toni Fruk                | 9. travnja 2001.    | 0       | 0      | Rijeka          |
|     |      |                          |                     |         |        |                 |
| 9   | N    | Andrej Kramarić          | 19. lipnja 1991.    | 106     | 34     | TSG Hoffenheim  |
| 11  | N    | Ante Budimir             | 22. srpnja 1991.    | 32      | 6      | Osasuna         |
| 14  | N    | Ivan Perišić (dokapetan) | 2. veljače 1989.    | 144     | 36     | PSV Eindhoven   |
| 8   | N    | Marco Pašalić            | 14. rujna 2000.     | 7       | 1      | Orlando City    |
| 20  | N    | Franjo Ivanović          | 10. siječnja 2003.  | 4       | 2      | Benfica         |

### Stručni stožer i logistika
Popis akreditiranih službenih osoba za EURO 2024.
| Pozicija            | Ime                                                                         |
| ------------------- | --------------------------------------------------------------------------- |
| Izbornik            | Zlatko Dalić                                                                |
| Tehnički direktor   | Stipe Pletikosa                                                             |
| Treneri             | Dražen Ladić Ivica Olić * Vedran Ćorluka Mario Mandžukić *                  |
| Trener vratara      | Marjan Mrmić Danijel Subašić                                                |
| Kondicijski treneri | Luka Milanović Marin Dadić                                                  |
| Video analitičar    | Marc Rochon                                                                 |
| Team menadžerica    | Iva Olivari                                                                 |
| Liječnici           | Saša Janković Tomislav Vlahović Eduard Rod                                  |
| Fizioterapeuti      | Nenad Krošnjar Nderim Redžaj Goran Beloglavec Miroslav Jamnić Neven Golubar |
| Ekonomi             | Mladen Pilčić Goran Vincek Dennis Lukančić Luka Karlo                       |

| Pozicija                          | Ime                                 |
| --------------------------------- | ----------------------------------- |
| Predsjednik                       | Marijan Kustić                      |
| Ambasador Saveza                  | Šime Vrsaljko                       |
| Voditelj medijskog odjela         | Tomislav Pacak                      |
| Povjerenik za sigurnost           | Jurica Jurjević                     |
| Voditelj marketinga               | Ante Cicvarić                       |
| Povjerenik za ulaznice            | Nikša Martinac                      |
| Voditeljica organizacije događaja | Helena Puškar                       |
| Časnici za sigurnost              | Miroslav Marković Marko Svilić      |
| Časnici za medije                 | Marko Cvijanović Ivona Hemen        |
| Službeni fotograf                 | Drago Sopta                         |
| Službeni snimatelji               | Dominik Kumek Davor Cota            |
| Kuhar                             | Tomica Đukić                        |
| Ured predsjednika                 | Blago Jakovljević Marija Kopričanec |
| Članovi delegacije                | Mislav Krznarić Tihomir Maloča      |

| Pozicija                          | Ime                                 |
| --------------------------------- | ----------------------------------- |
| Predsjednik                       | Marijan Kustić                      |
| Ambasador Saveza                  | Šime Vrsaljko                       |
| Voditelj medijskog odjela         | Tomislav Pacak                      |
| Povjerenik za sigurnost           | Jurica Jurjević                     |
| Voditelj marketinga               | Ante Cicvarić                       |
| Povjerenik za ulaznice            | Nikša Martinac                      |
| Voditeljica organizacije događaja | Helena Puškar                       |
| Časnici za sigurnost              | Miroslav Marković Marko Svilić      |
| Časnici za medije                 | Marko Cvijanović Ivona Hemen        |
| Službeni fotograf                 | Drago Sopta                         |
| Službeni snimatelji               | Dominik Kumek Davor Cota            |
| Kuhar                             | Tomica Đukić                        |
| Ured predsjednika                 | Blago Jakovljević Marija Kopričanec |
| Članovi delegacije                | Mislav Krznarić Tihomir Maloča      |

* Olić i Mandžukić su napustili stožer nakon Eura 2024.

## Također pogledajte
- Popis izbornika hrvatske nogometne reprezentacije
- Popis službenih utakmica hrvatske nogometne reprezentacije
- Popis nastupa za hrvatsku nogometnu reprezentaciju
- Popis strijelaca hrvatske nogometne reprezentacije
- Zanimljivosti i statistika hrvatske nogometne reprezentacije
- Sastavi hrvatske nogometne reprezentacije na velikim natjecanjima
- Popis hrvatskih nogometnih reprezentativaca
- Hrvatska na Svjetskom nogometnom prvenstvu
- Hrvatska na Europskom nogometnom prvenstvu
- Hrvatska u UEFA Ligi nacija

## Vanjske poveznice

### Sestrinski projekti
|  | Zajednički poslužitelj ima još gradiva o temi Hrvatska nogometna reprezentacija |
|  | Wikicitati imaju zbirke citata o temi Hrvatska nogometna reprezentacija         |

### Mrežna mjesta
- Stranica Hrvatskoga nogometnog saveza (hrv.), (engl.)